# Bérénice
Bérénice (* 5. Juli 1984 in Montmorency, Département Val-d’Oise) ist eine französische Sängerin.

## Leben und Karriere
Durch ihre Mutter, die Sängerin und Gitarristin war und ihren Vater, einen DJ, kam sie bereits früh mit Musik in Kontakt. Zu singen begann sie, nachdem sie dem Chor ihrer Schule beigetreten war. Mit 14 fing sie an, erste englische Texte zu schreiben. Der Produzent Benoit Courti ermöglichte ihr schließlich, vier Titel zum Album Female Music beizusteuern. Ihr erstes Soloalbum Imperfect Girl erschien 2003.